# Villamuriel de Cerrato
Villamuriel de Cerrato és un municipi de la província de Palència, a la comunitat autònoma de Castella i Lleó.

## Demografia
| 1991 | 1996 | 2001 | 2004 |
| ---- | ---- | ---- | ---- |
| 3978 | 4349 | 4978 | 5304 |